# Соловьёв, Андрей Владимирович
Андрей Владимирович Соловьёв (2 сентября 1972, Ленинград, СССР) — российский футболист, игрок в мини-футбол. Более всего известен выступлениями за петербургский «Зенит» и норильский «Норильский никель». Выступал за сборную России по мини-футболу.
После завершения игровой карьеры — мини-футбольный тренер.

## Биография
Воспитанник ленинградского футбола. Играл в футбол за петербургские «СКА-Турбостроитель», «Зенит-д» и «Локомотив», после чего перешёл в мини-футбол.
Начинал мини-футбольную карьеру в петербургских клубах «Галакс» и «Зенит», затем провёл один сезон в московском «ГКИ-Газпроме». В 1999 году перешёл в «Норильский никель» и вскоре стал одним из лидеров команды. В 2002 году помог норильчанам выиграть чемпионат России. Годом позже покинул норильский клуб и провёл один сезон в югорской «ТТГ-Яве». Затем вернулся в Санкт-Петербург и отыграл сезон в «Политехе», игравшем тогда в высшей лиге.
Сыграл 14 матчей и забил 2 мяча за сборную России по мини-футболу. Он ездил с ней на чемпионат Европы 2001 года, где россияне выиграли бронзу.
В 2007 году Соловьёв провёл один сезон в петербургском «Динамо», после чего завершил игровую карьеру и занял должность главного тренера динамовцев. Вскоре «Динамо» прекратило существование. В следующем сезоне Соловьёв возглавлял дебютанта Суперлиги московский клуб «Динамо-2».

## Достижения
- Бронзовый призёр чемпионата Европы по мини-футболу 2001
- Чемпион России по мини-футболу 2001/02